# Cançó rúnica

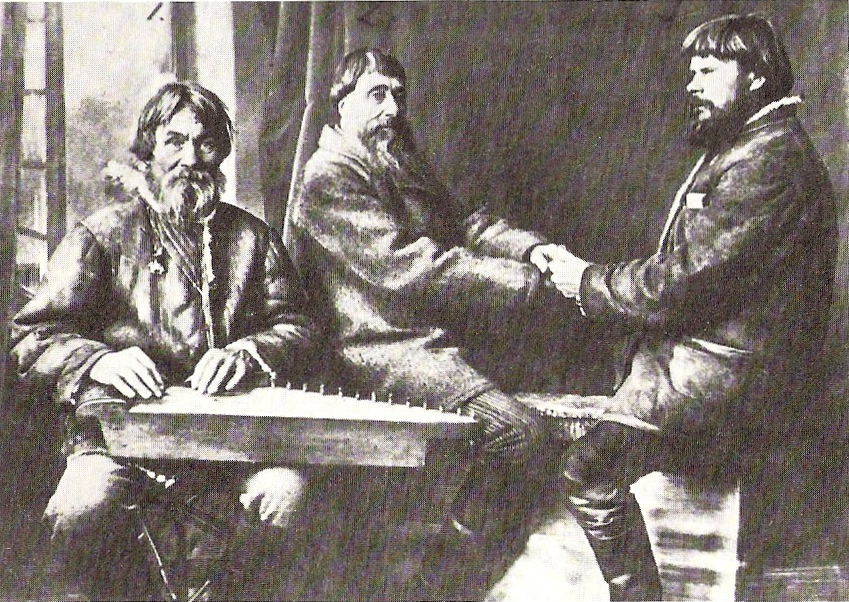
Cantants rúnics de Carèlia: Iivana Shemeikka, Iivana Onoila i Konstantin Kuokka

La cançó rúnica, també coneguda com a cant de runes o cançó de Kalevala, és una forma de poesia oral i èpica nacional tradicional practicada històricament entre els pobles finobàltics. Inclou els poemes èpics finlandesos Kalevala i Kanteletar, així com l'estonià Kalevipoeg. Els investigadors estonians i finlandesos constaten la diversitat de termes locals per designar-les, com ara el regilaul estonià, o el Seto leelo o runolaulu finès.
Durant segles, el cant de runes ha estat la principal forma d'expressió poètica i musical dels pobles bàltics i les cançons servien per crear vincles en la comunitat i transmetre coneixements.

## Descripció
La cançó rúnica, en versos al·literatius, és típicament monofònica entre la majoria dels grups finobàltics, encara que generalment és polifònica quan es practica entre els Seto. La cançó rúnica generalment no conté cobles rimades, però se sent sovint en el tetràmetre trocaic al·literatiu o el metre Kalevala. La cançó rúnica se sol cantar en compàs 5/4, tot i que també existeix el cant de patró rítmic quàdruple (4/4 o 4/8) i sèxtuple (6/4 i 6/8).

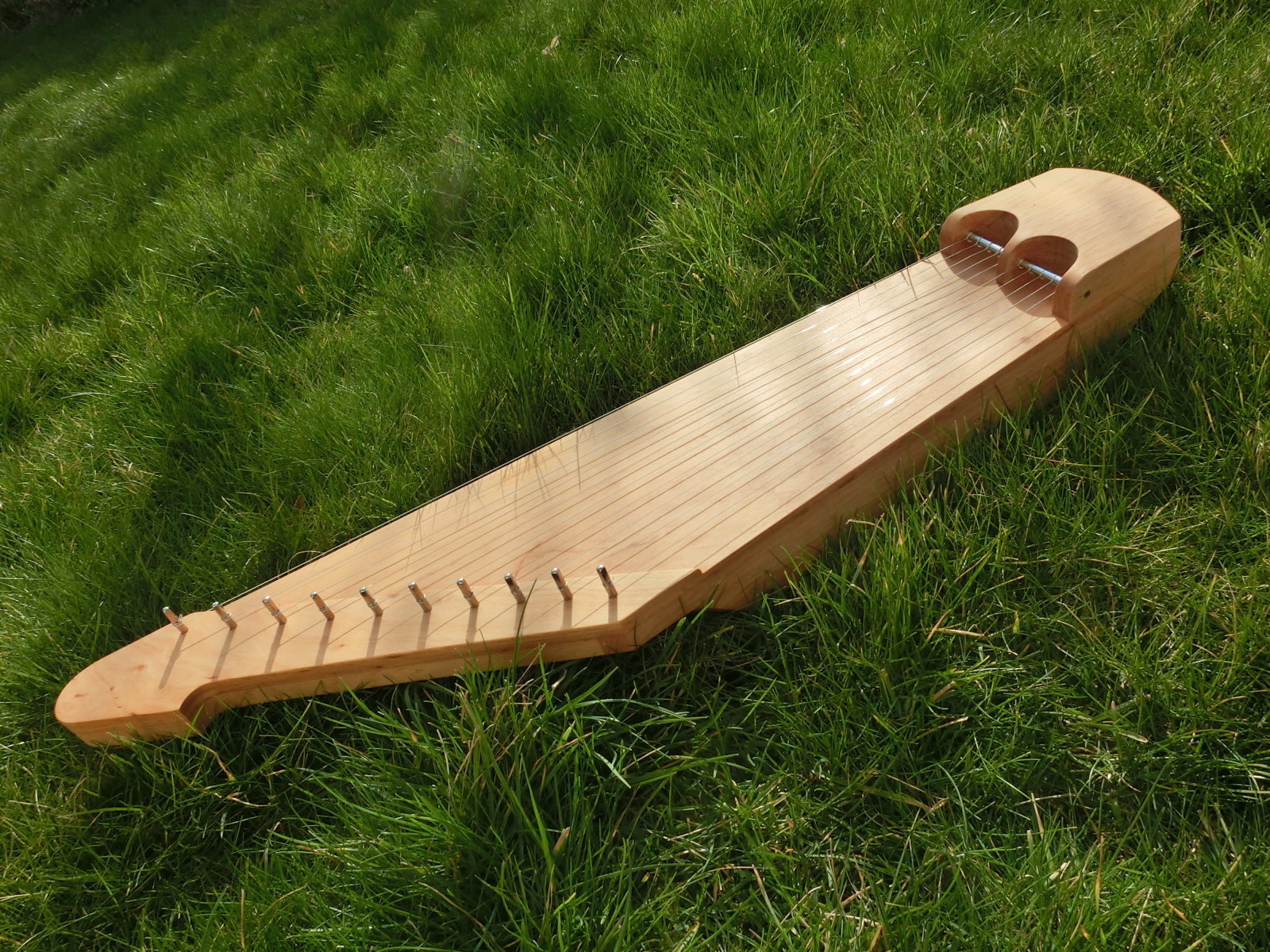
Kantele de deu cordes

A més del seu caràcter musical, els cantants rúnics també han de seguir determinades pràctiques mentre canten, i així per exemple els cantants rúnics de Carelia s'agafen de la mà mentre canten en forma de crida i resposta. El cant rúnic d'Ingria inclou coralistes addicionals. L'extensió vocal sol correspondre al registre d'un kantele. El terme «cançó rúnica» no inclou la cançó livoniana o vepsa, encara que hi estan relacionades.

## Història

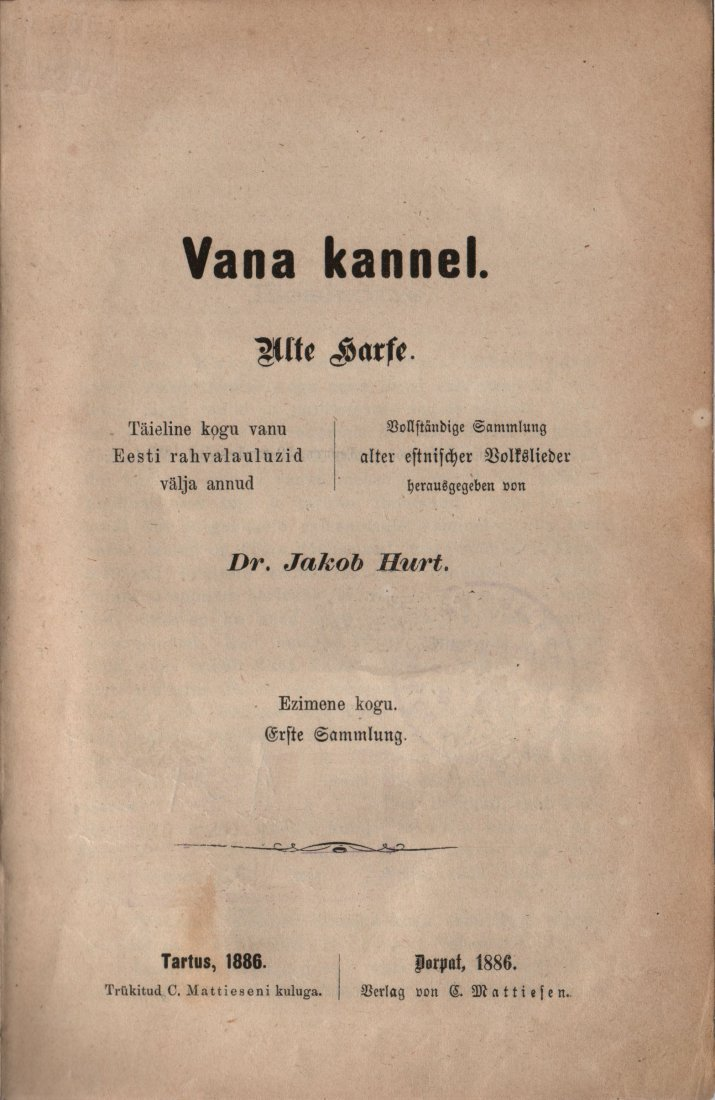
Vana Kandle (1886), regilaul recollides a la parròquia de Põlva, compilades per Jakob Hurd.

Tot i que la cançó rúnica ha existit durant almenys un mil·lenni, només es va començar a transcriure el 1797. Els esforços per escriure i recollir la cançó rúnica van adquirir una nova urgència a Finlàndia després de la victòria russa a la guerra finlandesa de 1808-1809 i la  posterior annexió russa de Finlàndia. Això va portar a la publicació del Kalevala, per Elias Lönnrot, el 1835. De la mateixa manera, la cançó rúnica es va començar a enregistrar en gran part a Estònia el 1888 com a part del renaixement nacional del país, encara que les primeres transcripcions es remunten a la publicació de 1778–1779 de les cançons populars de Johann Gottfried Herder. El procés de transcripció de cants rúnics de 1888 a Estònia va començar en gran part després d'una crida de Jakob Hurt per recollir per escrit el folklore estonià. Posteriorment, Karl August Hermann va demanar als estonians que recollissin, més concretament, cançons populars. No obstant això, l'apel·lació va fracassar en gran manera en el seu esforç, a causa del volum important d'obres d'autor que es van presentar, així com dels baixos nivells d'alfabetització musical. Una altra empenta, al segle xx, sota la direcció d'Oskar Kallas i que incloïa estudiants tant de la Universitat de Tartu com del Conservatori de Sant Petersburg, va tenir molt més èxit. Es van recollir aleshores, entre 1904 i 1914, més de 13.139 cançons populars.

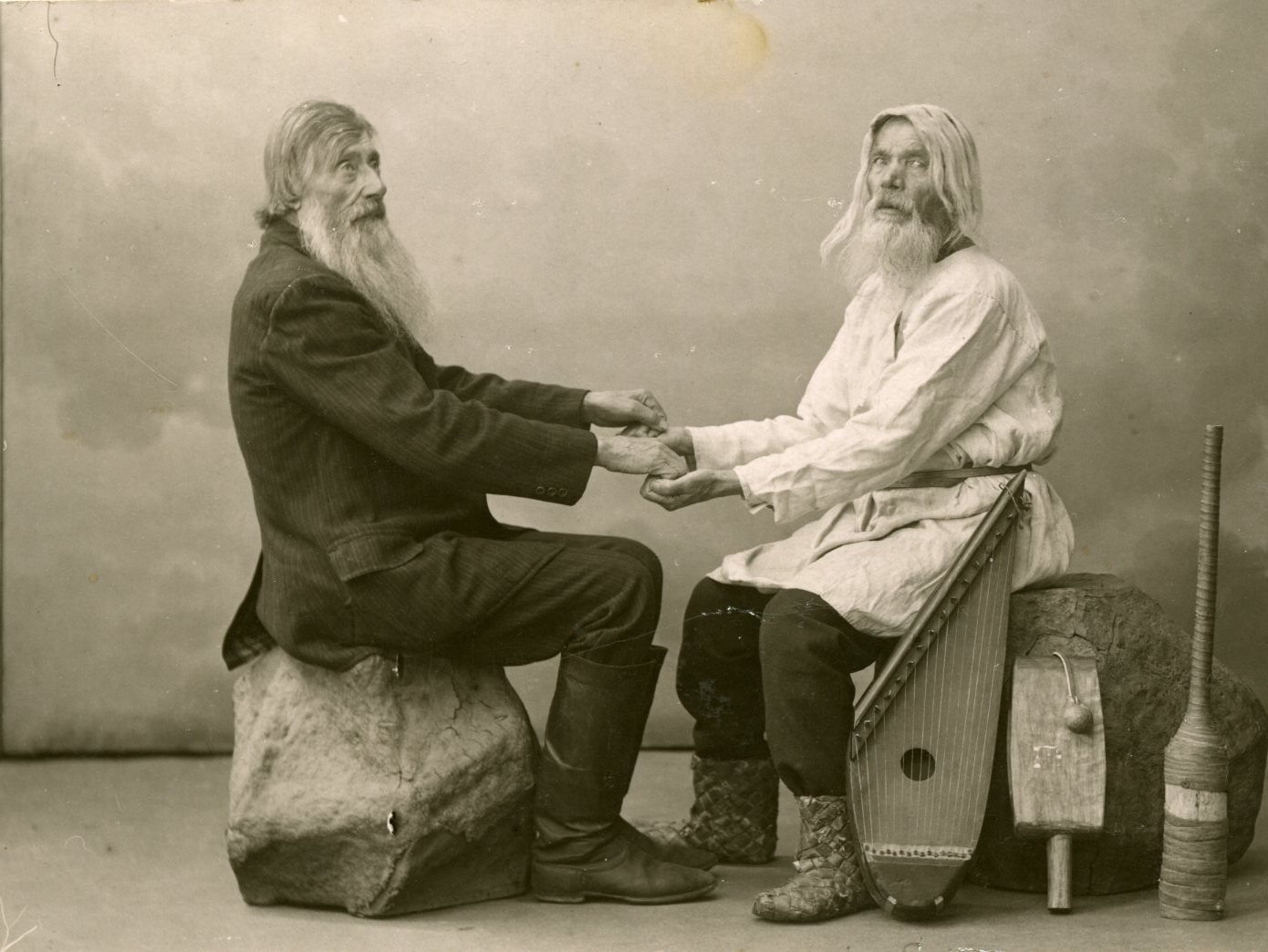
Els cantants de runes Iivana Onoila i Jelisei Valakainen a Terijoki, al 1911.

## Cantants rúnics notables
- Larin Paraske
- Arhippa Perttunen

## Cançons rúniques notables
- Kalevala
- Kanteletar
- Kalevipoeg